# Liste der Monuments historiques in Auros
Die Liste der Monuments historiques in Auros führt die Monuments historiques in der französischen Gemeinde Auros auf.

## Liste der Bauwerke
| Bezeichnung                          | Beschreibung              | Standort | Kennzeichnung | Schutzstatus | Datum | Bild           |
| ------------------------------------ | ------------------------- | -------- | ------------- | ------------ | ----- | -------------- |
| Kirche des ehemaligen Klosters Rivet | Erbaut im 13. Jahrhundert | (Lage)   | PA00083117    | Inscrit      | 1926  | weitere Bilder |

## Liste der Objekte
| Bezeichnung                                       | Beschreibung                             | Standort                        | Kennzeichnung | Schutzstatus | Datum | Bild |
| ------------------------------------------------- | ---------------------------------------- | ------------------------------- | ------------- | ------------ | ----- | ---- |
| Skulptur Madonna mit Kind                         | Holz, polychrom gefasst, 15. Jahrhundert | in der Kirche St-Germain (Lage) | PM33002093    | Inscrit      | 2012  |      |
| Chorgestühl, Zelebrantenstuhl und Wandvertäfelung | Holz, 18. Jahrhundert                    | in der Kirche Notre-Dame (Lage) | PM33001244    | Inscrit      | 1975  |      |